# Equus scotti
Equus scotti és una espècie extinta de mamífer perissodàctil de la família dels èquids que visqué a Sud-amèrica durant el Plistocè. Se n'han trobat restes fòssils al Canadà i els Estats Units. Era un representant més aviat gros del gènere Equus, amb un pes estimat de 500 kg. En comparació amb altres èquids, tenia l'os sacre curt, els arcs vertebrals lumbars i sacres baixos, l'esquena rígida, els arcs vertebrals toràcics alts i els metàpodes curts i robusts. Fou anomenat en honor del paleontòleg estatunidenc William Berryman Scott.